# Anthrenus rauterbergi
Anthrenus rauterbergi es una especie de escarabajo de piel del género Anthrenus, categorizada en la tribu Anthrenini, de la subfamilia Megatominae.

## Distribución
Se distribuye por Egipto y Arabia Saudita.

## Taxonomía
Fue descrita por Reitter en 1908.